# Llista de monuments de Vielha e Mijaran
Llista de monuments de Vielha e Mijaran inclosos en l'Inventari del Patrimoni Arquitectònic Català per al municipi de Vielha e Mijaran (Vall d'Aran). Inclou els inscrits en el Registre de Béns Culturals d'Interès Nacional (BCIN) amb la classificació de monument històric, els Béns Culturals d'Interès Local (BCIL) de caràcter immoble i la resta de béns arquitectònics integrants del patrimoni cultural català.
| Monument                                                                                       | Protecció   | Estil/època                               | Localització                                                                      | Coordenades                                             | Codi?         | Imatge |
| ---------------------------------------------------------------------------------------------- | ----------- | ----------------------------------------- | --------------------------------------------------------------------------------- | ------------------------------------------------------- | ------------- | --- |
| Tor deth Generau Martinhon, o Casa Santesmasses                                                | BCIN 425-MH | Gòtic tardà XVI-XVII                      | Vielha e Mijaran C. Major, Viella                                                 | 42° 42′ 04″ N, 0° 47′ 39″ E / 42.701030°N,0.794258°E    | RI-51-0006537 | Tor deth Generau Martinhon (Vielha e Mijaran) · Vegeu més fotos d'aquest monument · Carregueu una nova foto d'aquest monument                                    |
| Casarilh                                                                                       |             | Obra popular                              | Vielha e Mijaran                                                                  | 42° 41′ 59″ N, 0° 49′ 51″ E / 42.69986°N,0.83077°E      | IPA-487       | Casarilh (Vielha e Mijaran) · Vegeu més fotos d'aquest monument · Carregueu una nova foto d'aquest monument                                                      |
| Casau                                                                                          |             | Obra popular                              | Vielha e Mijaran                                                                  | 42° 42′ 22″ N, 0° 47′ 08″ E / 42.70598°N,0.78563°E      | IPA-488       | Casau (Vielha e Mijaran) · Vegeu més fotos d'aquest monument · Carregueu una nova foto d'aquest monument                                                         |
| Betren                                                                                         |             | Obra popular                              | Vielha e Mijaran                                                                  | 42° 41′ 53″ N, 0° 48′ 24″ E / 42.69802°N,0.80671°E      | IPA-489       | Betren (Vielha e Mijaran) · Vegeu més fotos d'aquest monument · Carregueu una nova foto d'aquest monument                                                        |
| Aubèrt                                                                                         |             | Obra popular                              | Vielha e Mijaran                                                                  | 42° 43′ 52″ N, 0° 46′ 41″ E / 42.73118°N,0.77793°E      | IPA-490       | Aubèrt (Vielha e Mijaran) · Vegeu més fotos d'aquest monument · Carregueu una nova foto d'aquest monument                                                        |
| Betlan                                                                                         |             | Obra popular                              | Vielha e Mijaran                                                                  | 42° 43′ 42″ N, 0° 47′ 12″ E / 42.7282°N,0.78674°E       | IPA-491       | Betlan (Vielha e Mijaran) · Vegeu més fotos d'aquest monument · Carregueu una nova foto d'aquest monument                                                        |
| Arròs                                                                                          |             | Obra popular XI                           | Vielha e Mijaran                                                                  | 42° 44′ 19″ N, 0° 45′ 43″ E / 42.7387°N,0.76194°E       | IPA-493       | Arròs (Vielha e Mijaran) · Vegeu més fotos d'aquest monument · Carregueu una nova foto d'aquest monument                                                         |
| Casa Rodés a Vielha, Çò des de Rodès                                                           | BCIL 2003   | Renaixement XVI-XVII                      | Vielha e Mijaran C. Major, 30, Viella                                             | 42° 42′ 02″ N, 0° 47′ 39″ E / 42.700672°N,0.794044°E    | IPA-495       | Casa de Rodés a Vielha (Vielha e Mijaran) · Vegeu més fotos d'aquest monument · Carregueu una nova foto d'aquest monument                                        |
| Vielha                                                                                         |             | Obra popular                              | Vielha e Mijaran                                                                  | 42° 42′ 07″ N, 0° 47′ 43″ E / 42.70205°N,0.79523°E      | IPA-496       | Vielha (Vielha e Mijaran) · Vegeu més fotos d'aquest monument · Carregueu una nova foto d'aquest monument                                                        |
| Barri d'eth Cap dera Vila i passèg dera Libertat                                               |             | Obra popular XII                          | Vielha e Mijaran Viella                                                           | 42° 42′ 01″ N, 0° 47′ 40″ E / 42.70014°N,0.79433°E      | IPA-497       | Barri d'eth Cap dera Vila i passèg dera Libertat (Vielha e Mijaran) · Vegeu més fotos d'aquest monument · Carregueu una nova foto d'aquest monument              |
| Església de Sant Miquel de Viella (Glèisa de Sant Miquèu a Vielha)                             |             | Romànic, gòtic XII, XVI                   | Vielha e Mijaran Pl. Major, Viella                                                | 42° 42′ 05″ N, 0° 47′ 45″ E / 42.701316°N,0.795869°E    | IPA-498       | Església de Sant Miquel de Viella (Vielha e Mijaran) · Vegeu més fotos d'aquest monument · Carregueu una nova foto d'aquest monument                             |
| Escunhau                                                                                       |             | Obra popular                              | Vielha e Mijaran                                                                  | 42° 41′ 50″ N, 0° 49′ 27″ E / 42.69722°N,0.82408°E      | IPA-499       | Escunhau (Vielha e Mijaran) · Vegeu més fotos d'aquest monument · Carregueu una nova foto d'aquest monument                                                      |
| Església parroquial de Sant Pere d'Escunhau (Sant Pèir)                                        |             | Romànic, gòtic XI, XIII, XVII             | Vielha e Mijaran C. Sant Pèir, Escunhau                                           | 42° 41′ 48″ N, 0° 49′ 30″ E / 42.696610°N,0.825073°E    | IPA-500       | Església parroquial de Sant Pere d'Escunhau (Vielha e Mijaran) · Vegeu més fotos d'aquest monument · Carregueu una nova foto d'aquest monument                   |
| Mont                                                                                           |             | Obra popular                              | Vielha e Mijaran                                                                  | 42° 43′ 37″ N, 0° 47′ 47″ E / 42.72698°N,0.7965°E       | IPA-501       | Mont (Vielha e Mijaran) · Vegeu més fotos d'aquest monument · Carregueu una nova foto d'aquest monument                                                          |
| Montcorbau                                                                                     |             | Obra popular                              | Vielha e Mijaran                                                                  | 42° 43′ 52″ N, 0° 47′ 23″ E / 42.73113°N,0.78984°E      | IPA-502       | Montcorbau (Vielha e Mijaran) · Vegeu més fotos d'aquest monument · Carregueu una nova foto d'aquest monument                                                    |
| Vila                                                                                           |             | Obra popular                              | Vielha e Mijaran                                                                  | 42° 44′ 11″ N, 0° 46′ 35″ E / 42.73644°N,0.77627°E      | IPA-503       | Vila (Vielha e Mijaran) · Vegeu més fotos d'aquest monument · Carregueu una nova foto d'aquest monument                                                          |
| Vilac                                                                                          |             | Obra popular                              | Vielha e Mijaran                                                                  | 42° 43′ 19″ N, 0° 47′ 57″ E / 42.72181°N,0.79914°E      | IPA-504       | Vilac (Vielha e Mijaran) · Vegeu més fotos d'aquest monument · Carregueu una nova foto d'aquest monument                                                         |
| Gausac                                                                                         |             | Obra popular                              | Vielha e Mijaran                                                                  | 42° 42′ 29″ N, 0° 47′ 28″ E / 42.70795°N,0.79112°E      | IPA-506       | Gausac (Vielha e Mijaran) · Vegeu més fotos d'aquest monument · Carregueu una nova foto d'aquest monument                                                        |
| Església de Sant Martí de Gausac (Sant Martin)                                                 |             | Gòtic XIV                                 | Vielha e Mijaran Gausac                                                           | 42° 42′ 27″ N, 0° 47′ 32″ E / 42.7076°N,0.79211°E       | IPA-507       | Església de Sant Martí de Gausac (Vielha e Mijaran) · Vegeu més fotos d'aquest monument · Carregueu una nova foto d'aquest monument                              |
| Església de Sant Feliu de Vilac, o Sant Fèlix                                                  | BCIL 1976   | Romànic XII                               | Vielha e Mijaran Vilac                                                            | 42° 43′ 19″ N, 0° 47′ 52″ E / 42.72183°N,0.79785°E      | IPA-508       | Església de Sant Feliu de Vilac (Vielha e Mijaran) · Vegeu més fotos d'aquest monument · Carregueu una nova foto d'aquest monument                               |
| Casa al carrer Major d'Arròs                                                                   |             | Renaixement XVI                           | Vielha e Mijaran C. Major, Arròs                                                  |                                                         | IPA-4683      | Carregueu una nova foto d'aquest monument |
| Casa deth Senhor d'Arròs, Casa Ademar, Casa del Senyor d'Arròs, Torre de Çò eth Senhor d'Arròs | BCIL 2021   | Gòtic-renaixement, neoclassicisme XVI-XIX | Vielha e Mijaran C. Major, 8, Arròs                                               | 42° 44′ 17″ N, 0° 45′ 42″ E / 42.738063°N,0.761799°E    | IPA-4684      | Casa deth Senhor d'Arròs (Vielha e Mijaran) · Vegeu més fotos d'aquest monument · Carregueu una nova foto d'aquest monument                                      |
| Casa al carrer Major d'Arròs, 12                                                               |             | Obra popular XVI                          | Vielha e Mijaran C. Major, 12, Arròs                                              | 42° 44′ 18″ N, 0° 45′ 37″ E / 42.738349°N,0.760254°E    | IPA-4685      | Carregueu una nova foto d'aquest monument |
| Església de Santa Eulàlia i Sant Joan                                                          | BCIL 2009   | Gòtic, barroc XIV, XVIII                  | Vielha e Mijaran C. Major, Arròs                                                  | 42° 44′ 16″ N, 0° 45′ 45″ E / 42.737730°N,0.762450°E    | IPA-4686      | Església de Santa Eulàlia i Sant Joan (Vielha e Mijaran) · Vegeu més fotos d'aquest monument · Carregueu una nova foto d'aquest monument                         |
| Església de Sant Pere de Betlan (Sant Pèir)                                                    |             | Romànic XI                                | Vielha e Mijaran C. de Sant Pèir, Betlan                                          | 42° 43′ 42″ N, 0° 47′ 10″ E / 42.728307°N,0.786056°E    | IPA-4690      | Església de Sant Pere de Betlan (Vielha e Mijaran) · Vegeu més fotos d'aquest monument · Carregueu una nova foto d'aquest monument                               |
| Església de Sant Esteve de Betren                                                              | BCIL 2004   | Gòtic XIII-XIV                            | Vielha e Mijaran C. Major, 1, Betren                                              | 42° 41′ 52″ N, 0° 48′ 31″ E / 42.697647°N,0.808490°E    | IPA-4697      | Església de Sant Esteve de Betren (Vielha e Mijaran) · Vegeu més fotos d'aquest monument · Carregueu una nova foto d'aquest monument                             |
| Església de Sant Sadurní (Sant Sernilh)                                                        |             | Romànic, renaixement XII, XIX             | Vielha e Mijaran C. de Sant Sernilh, Betren                                       | 42° 41′ 52″ N, 0° 48′ 24″ E / 42.697743°N,0.806589°E    | IPA-4701      | Església de Sant Sadurní (Vielha e Mijaran) · Vegeu més fotos d'aquest monument · Carregueu una nova foto d'aquest monument                                      |
| Casa Moreu                                                                                     |             | Renaixement XVI                           | Vielha e Mijaran C. Sant Sernilh, 7, Betren                                       | 42° 41′ 52″ N, 0° 48′ 26″ E / 42.697651°N,0.807339°E    | IPA-4704      | Carregueu una nova foto d'aquest monument |
| Casa Pallàs                                                                                    |             | Renaixement XVI                           | Vielha e Mijaran C. Major, 2, Betren                                              | 42° 41′ 52″ N, 0° 48′ 30″ E / 42.697779°N,0.808420°E    | IPA-4706      | Casa Pallàs (Vielha e Mijaran) · Vegeu més fotos d'aquest monument · Carregueu una nova foto d'aquest monument                                                   |
| Llinda al carrer Major de Betren                                                               |             | XVIII                                     | Vielha e Mijaran C. Major, Betren                                                 |                                                         | IPA-4708      | Carregueu una nova foto d'aquest monument |
| Casa Espardanyó                                                                                |             | XVII                                      | Vielha e Mijaran C. Major, 3, Betren                                              | 42° 41′ 51″ N, 0° 48′ 30″ E / 42.697610°N,0.808432°E    | IPA-4709      | Casa Espardanyó (Vielha e Mijaran) · Vegeu més fotos d'aquest monument · Carregueu una nova foto d'aquest monument                                               |
| Casa al carrer Major de Betren                                                                 |             | Obra popular XVIII                        | Vielha e Mijaran C. Major, Betren                                                 |                                                         | IPA-4710      | Carregueu una nova foto d'aquest monument |
| Església de Sant Martí de Casarilh (Sant Martin)                                               |             | Romànic XII                               | Vielha e Mijaran C. de l'Església, Casarilh                                       | 42° 41′ 59″ N, 0° 49′ 49″ E / 42.699591°N,0.830411°E    | IPA-4711      | Església de Sant Martí de Casarilh (Vielha e Mijaran) · Vegeu més fotos d'aquest monument · Carregueu una nova foto d'aquest monument                            |
| Casa Jaumitxu, o Çò de Jaumicho                                                                |             | Gòtic-renaixement XVI, XVIII              | Vielha e Mijaran Casarilh                                                         | 42° 41′ 59″ N, 0° 49′ 53″ E / 42.699667°N,0.831276°E    | IPA-4712      | Casa Jaumitxu (Vielha e Mijaran) · Vegeu més fotos d'aquest monument · Carregueu una nova foto d'aquest monument                                                 |
| Església de Sant Jaume i Sant Andreu                                                           |             | Romànic, gòtic XII, XVII                  | Vielha e Mijaran C. dera Glèisa, Casau                                            | 42° 42′ 23″ N, 0° 47′ 11″ E / 42.706487°N,0.786446°E    | IPA-4714      | Església de Sant Jaume i Sant Andreu (Vielha e Mijaran) · Vegeu més fotos d'aquest monument · Carregueu una nova foto d'aquest monument                          |
| Çò des de Badia                                                                                |             | Obra popular, gòtic tardà XVI             | Vielha e Mijaran C. Major, 10, Casau                                              | 42° 42′ 22″ N, 0° 47′ 09″ E / 42.705980°N,0.785708°E    | IPA-4720      | Carregueu una nova foto d'aquest monument |
| Casa de Pere Joan, o Casa de Preioan                                                           |             | Gòtic XIV, XVI                            | Vielha e Mijaran C. Major, Escunhau                                               | 42° 41′ 51″ N, 0° 49′ 26″ E / 42.697395°N,0.823929°E    | IPA-4721      | Casa de Pere Joan (Vielha e Mijaran) · Vegeu més fotos d'aquest monument · Carregueu una nova foto d'aquest monument                                             |
| Casa Jansu                                                                                     |             | XVII                                      | Vielha e Mijaran C. Surtaus, Escunhau                                             | 42° 41′ 50″ N, 0° 49′ 25″ E / 42.69713°N,0.82357°E      | IPA-4728      | Carregueu una nova foto d'aquest monument |
| Casa Blasi                                                                                     |             | XVIII-XIX                                 | Vielha e Mijaran C. Major, 10, Escunhau                                           | 42° 41′ 49″ N, 0° 49′ 27″ E / 42.69694°N,0.82411°E      | IPA-4729      | Casa Blasi (Vielha e Mijaran) · Vegeu més fotos d'aquest monument · Carregueu una nova foto d'aquest monument                                                    |
| Casa Tomelet                                                                                   |             | XVIII                                     | Vielha e Mijaran C. Major, Escunhau                                               |                                                         | IPA-4730      | Carregueu una nova foto d'aquest monument |
| Casa Espanyolet                                                                                |             | XVII                                      | Vielha e Mijaran Costa de l'Església o carrer Major, Escunhau                     |                                                         | IPA-4731      | Carregueu una nova foto d'aquest monument |
| Casa Arnau                                                                                     |             | XVI-XVII                                  | Vielha e Mijaran Placeta carrer Satar, Escunhau                                   |                                                         | IPA-4732      | Carregueu una nova foto d'aquest monument |
| Çò des Mingo                                                                                   |             | Gòtic XIII                                | Vielha e Mijaran C. Satar, Escunhau                                               |                                                         | IPA-4733      | Carregueu una nova foto d'aquest monument |
| Casa al carrer de Sant Nicolau, 6                                                              |             | Renaixement                               | Vielha e Mijaran C. de Sant Nicolau, 6, Viella                                    | 42° 42′ 06″ N, 0° 47′ 41″ E / 42.70177°N,0.79468°E      | IPA-4735      | Casa al carrer de Sant Nicolau, 6 (Vielha e Mijaran) · Vegeu més fotos d'aquest monument · Carregueu una nova foto d'aquest monument                             |
| Capella de Sant Miquel                                                                         | BCIL 2004   | Renaixement, obra popular XVI-XIX         | Vielha e Mijaran Carretera d'accés al poble, Vila                                 | 42° 44′ 10″ N, 0° 46′ 46″ E / 42.736073°N,0.779453°E    | IPA-4738      | Carregueu una nova foto d'aquest monument |
| Çò dera Rectoria                                                                               |             | Gòtic-renaixement, obra popular XVI       | Vielha e Mijaran Pl. dera Carrèra, Vilac                                          |                                                         | IPA-4753      | Carregueu una nova foto d'aquest monument |
| Çò de Pastor                                                                                   |             | Renaixement XVII                          | Vielha e Mijaran C. Sant Blas, 3, Vilac                                           | 42° 43′ 18″ N, 0° 47′ 54″ E / 42.72161°N,0.79844°E      | IPA-4754      | Çò de Pastor (Vielha e Mijaran) · Vegeu més fotos d'aquest monument · Carregueu una nova foto d'aquest monument                                                  |
| Casa Baile                                                                                     |             | Gòtic tardà XVI-XVII, XVIII               | Vielha e Mijaran Pl. de Sant Blas, 1, Vilac                                       | 42° 43′ 16″ N, 0° 48′ 02″ E / 42.721018°N,0.800687°E    | IPA-4756      | Carregueu una nova foto d'aquest monument |
| Casa a la placeta dels Abeuradors, o Ço de Sant Sebastià                                       |             | Renaixement                               | Vielha e Mijaran Placeta dels Abeuradors, Vilac                                   |                                                         | IPA-4757      | Carregueu una nova foto d'aquest monument |
| Casa a la placeta Ilia                                                                         |             | Renaixement XVII                          | Vielha e Mijaran Placeta Ilia, Vilac                                              |                                                         | IPA-4758      | Carregueu una nova foto d'aquest monument |
| Casa al carrer del Centre, 2                                                                   |             | Barroc XVIII                              | Vielha e Mijaran C. Centre, 2, Vilac                                              | 42° 43′ 17″ N, 0° 47′ 54″ E / 42.72131°N,0.79828°E      | IPA-4759      | Carregueu una nova foto d'aquest monument |
| Casa al carrer del Centre, 5                                                                   |             | Obra popular XVIII                        | Vielha e Mijaran C. Centre, 5, Vilac                                              | 42° 43′ 17″ N, 0° 47′ 54″ E / 42.72134°N,0.79844°E      | IPA-4760      | Carregueu una nova foto d'aquest monument |
| Sant Martí d'Aubèrt (Sant Martin)                                                              | BCIL 2002   | Romànic, gòtic XIII, XIX                  | Vielha e Mijaran Aubèrt, sortida del poble al peu de la carretera de Vila i Arròs | 42° 43′ 58″ N, 0° 46′ 35″ E / 42.732834°N,0.776320°E    | IPA-5107      | Sant Martí d'Aubèrt (Vielha e Mijaran) · Vegeu més fotos d'aquest monument · Carregueu una nova foto d'aquest monument                                           |
| Església de la Mare de Déu del Roser (Era Mare de Diu deth Rosèr)                              |             | Romànic, renaixement XI, XVI              | Vielha e Mijaran Pl. Major, Aubèrt                                                | 42° 43′ 51″ N, 0° 46′ 40″ E / 42.730845°N,0.777790°E    | IPA-5113      | Església de la Mare de Déu del Roser (Vielha e Mijaran) · Vegeu més fotos d'aquest monument · Carregueu una nova foto d'aquest monument                          |
| Església de Sant Pau de Mont                                                                   |             | Romànic, barroc XII                       | Vielha e Mijaran Ctra. abans d'arribar al poble, Mont                             | 42° 43′ 39″ N, 0° 47′ 42″ E / 42.727564°N,0.794949°E    | IPA-5125      | Església de Sant Pau de Mont (Vielha e Mijaran) · Vegeu més fotos d'aquest monument · Carregueu una nova foto d'aquest monument                                  |
| Capella del Roser                                                                              |             | XVIII                                     | Vielha e Mijaran Camí dels Prats de Bars, Mont                                    | 42° 43′ 38″ N, 0° 47′ 50″ E / 42.727121°N,0.797262°E    | IPA-5126      | Capella del Roser (Vielha e Mijaran) · Vegeu més fotos d'aquest monument · Carregueu una nova foto d'aquest monument                                             |
| Abeurador amb estela paleocristiana de Mont                                                    |             | Paleocristià/tardo-romà VI-VII            | Vielha e Mijaran C. dera Hònt, Mont                                               | 42° 43′ 40″ N, 0° 47′ 47″ E / 42.72764°N,0.796298°E     | IPA-5128      | Carregueu una nova foto d'aquest monument |
| Església de Sant Esteve de Montcorbau                                                          |             | Romànic, gòtic XI, XV, XVIII              | Vielha e Mijaran C. Sant Estèue, Montcorbau                                       | 42° 43′ 52″ N, 0° 47′ 23″ E / 42.731227°N,0.789765°E    | IPA-5129      | Església de Sant Esteve de Montcorbau (Vielha e Mijaran) · Vegeu més fotos d'aquest monument · Carregueu una nova foto d'aquest monument                         |
| Çò des de Margalida                                                                            |             | Gòtic, obra popular XIII-XIV              | Vielha e Mijaran C. Sant Estèue, 12, Montcorbau                                   | 42° 43′ 52″ N, 0° 47′ 25″ E / 42.73114°N,0.79020°E      | IPA-5132      | Carregueu una nova foto d'aquest monument |
| Urna funerària romana de Montcorbau                                                            |             | Obra popular Romà                         | Vielha e Mijaran C. Sant Estèue, 2, Montcorbau                                    | 42° 43′ 53″ N, 0° 47′ 25″ E / 42.73125°N,0.790203°E     | IPA-5133      | Carregueu una nova foto d'aquest monument |
| Capella de la Mare de Déu de la Pietat, o Capella de la Mare de Déu de Lourdes                 |             | Obra popular XVIII                        | Vielha e Mijaran Viella                                                           | 42° 41′ 59″ N, 0° 47′ 39″ E / 42.6997289°N,0.7942369°E  | IPA-5140      | Capella de la Mare de Déu de la Pietat (Vielha e Mijaran) · Vegeu més fotos d'aquest monument · Carregueu una nova foto d'aquest monument                        |
| Església de Santa Maria de Mijaran                                                             | BCIL 2003   | Romànic XI-XII, XV                        | Vielha e Mijaran Ctra. N-230, km 163. Viella                                      | 42° 42′ 38″ N, 0° 47′ 46″ E / 42.710552°N,0.796090°E    | IPA-5141      | Església de Santa Maria de Mijaran (Vielha e Mijaran) · Vegeu més fotos d'aquest monument · Carregueu una nova foto d'aquest monument                            |
| Capella de Santa Quitèria, abans capella de Sant Nicolau                                       |             | Barroc XVIII                              | Vielha e Mijaran Ctra. CN-230, km 163, Viella                                     | 42° 37′ 37″ N, 0° 45′ 50″ E / 42.626972°N,0.763856°E    | IPA-5142      | Capella de Santa Quitèria (Vielha e Mijaran) · Vegeu més fotos d'aquest monument · Carregueu una nova foto d'aquest monument                                     |
| Capella de Santa Bàrbara                                                                       |             | Obra popular XIX-XX                       | Vielha e Mijaran Boca nord del túnel de Vielha, km 159,5                          |                                                         | IPA-5143      | Carregueu una nova foto d'aquest monument |
| Hospital de Sant Nicolau dels Pontells, o Espitau de Viella                                    |             | Obra popular XVIII                        | Vielha e Mijaran Boca sud del túnel                                               | 42° 37′ 38″ N, 0° 45′ 49″ E / 42.627153°N,0.763518°E    | IPA-5144      | Hospital de Sant Nicolau dels Pontells (Vielha e Mijaran) · Vegeu més fotos d'aquest monument · Carregueu una nova foto d'aquest monument                        |
| Casa Fedusa, o Çò des de Simonet, Farrèr de Baish                                              |             | Gòtic-renaixement, obra popular XVII      | Vielha e Mijaran C. Major, 13, 15, 20, Viella                                     | 42° 42′ 04″ N, 0° 47′ 40″ E / 42.701143°N,0.794472°E    | IPA-5146      | Casa Fedusa (Vielha e Mijaran) · Vegeu més fotos d'aquest monument · Carregueu una nova foto d'aquest monument                                                   |
| Çò des de Sòpena                                                                               |             | Obra popular XVII                         | Vielha e Mijaran C. des Clòses, 5, Viella                                         | 42° 42′ 05″ N, 0° 47′ 39″ E / 42.701354°N,0.794169°E    | IPA-5147      | Çò des de Sòpena (Vielha e Mijaran) · Vegeu més fotos d'aquest monument · Carregueu una nova foto d'aquest monument                                              |
| Pont del Molí de Betren                                                                        |             | Obra popular                              | Vielha e Mijaran Betren                                                           | 42° 41′ 54″ N, 0° 48′ 31″ E / 42.698228°N,0.80849°E     | IPA-5160      | Pont del Molí de Betren (Vielha e Mijaran) · Vegeu més fotos d'aquest monument · Carregueu una nova foto d'aquest monument                                       |
| Pont de Vielha                                                                                 |             | Obra popular                              | Vielha e Mijaran Viella, sobre el riu Nere                                        | 42° 42′ 07″ N, 0° 47′ 44″ E / 42.702013°N,0.795505°E    | IPA-5161      | Pont de Vielha (Vielha e Mijaran) · Vegeu més fotos d'aquest monument · Carregueu una nova foto d'aquest monument                                                |
| Çò de Saforcada                                                                                | BCIL 2000   | Eclecticisme XX Inici                     | Vielha e Mijaran Pg. dera Libertat, 16, Viella                                    | 42° 42′ 10″ N, 0° 47′ 46″ E / 42.702844°N,0.796108°E    | IPA-19466     | Çò de Saforcada (Vielha e Mijaran) · Vegeu més fotos d'aquest monument · Carregueu una nova foto d'aquest monument                                               |
| Fàbrica de la Llana, Fabrica dera Lana                                                         | BCIL 2002   | Obra popular XIX, XX                      | Vielha e Mijaran C. Major, Viella                                                 | 42° 41′ 57″ N, 0° 47′ 38″ E / 42.6991215°N,0.79389631°E | IPA-20874     | Fàbrica de la Llana (Vielha e Mijaran) · Vegeu més fotos d'aquest monument · Carregueu una nova foto d'aquest monument                                           |
| Santuari de Sant Joan d'Arròs i Vila                                                           |             | Obra popular XII, XVIII, XIX              | Vielha e Mijaran Camí de Barradòs a Vilamòs, Arròs                                | 42° 45′ 32″ N, 0° 46′ 07″ E / 42.7587809°N,0.76851725°E | IPA-37173     | Carregueu una nova foto d'aquest monument |
| Capella de la Mare de Déu del Pilar                                                            |             | Obra popular XVIII                        | Vielha e Mijaran C. del Pilar, Arròs                                              | 42° 44′ 21″ N, 0° 45′ 36″ E / 42.739107°N,0.760038°E    | IPA-37174     | Carregueu una nova foto d'aquest monument |
| Capella de l'Artiga de Lin                                                                     |             | Obra popular XX                           | Vielha e Mijaran Camí de l'Artiga de Lin                                          | 42° 41′ 50″ N, 0° 42′ 27″ E / 42.697142°N,0.707421°E    | IPA-37175     | Capella de l'Artiga de Lin (Vielha e Mijaran) · Vegeu més fotos d'aquest monument · Carregueu una nova foto d'aquest monument                                    |
| Capella Mare de Déu dels Desamparats                                                           |             | Obra popular XIX                          | Vielha e Mijaran Camí de Betlan, Montcorbau                                       | 42° 44′ 00″ N, 0° 47′ 23″ E / 42.733214°N,0.789776°E    | IPA-37176     | Capella Mare de Déu dels Desamparats (Vielha e Mijaran) · Vegeu més fotos d'aquest monument · Carregueu una nova foto d'aquest monument                          |
| Església de Sant Pere de Vila                                                                  |             | Neoclassicisme XVIII                      | Vielha e Mijaran Pl. de l'Església, Vila                                          | 42° 44′ 12″ N, 0° 46′ 35″ E / 42.73657°N,0.77644°E      | IPA-37177     | Carregueu una nova foto d'aquest monument |
| Pont d'Arròs                                                                                   |             | Obra popular XIII                         | Vielha e Mijaran Brancal camí Reiau, Arròs                                        | 42° 44′ 10″ N, 0° 44′ 47″ E / 42.736228°N,0.746271°E    | IPA-37276     | Carregueu una nova foto d'aquest monument |
| Hostal Sant Joan d'Arròs                                                                       |             | Obra popular XVIII                        | Vielha e Mijaran Camí de Sant Joan d'Arròs                                        | 42° 45′ 32″ N, 0° 46′ 07″ E / 42.758820°N,0.768514°E    | IPA-37277     | Carregueu una nova foto d'aquest monument |
| Çò d'Arró                                                                                      |             | Obra popular XIX                          | Vielha e Mijaran Pl. Major, Aubèrt                                                | 42° 43′ 52″ N, 0° 46′ 42″ E / 42.731176°N,0.778288°E    | IPA-37278     | Çò d'Arró (Vielha e Mijaran) · Vegeu més fotos d'aquest monument · Carregueu una nova foto d'aquest monument                                                     |
| Rectoria de Betlan                                                                             |             | Obra popular XIX                          | Vielha e Mijaran Pl. de Sant Pèir, Betlan                                         | 42° 43′ 42″ N, 0° 47′ 11″ E / 42.728284°N,0.786329°E    | IPA-37280     | Carregueu una nova foto d'aquest monument |
| Çò des de Pishon                                                                               |             | Obra popular XIX                          | Vielha e Mijaran C. Sant Antoni, 9, Betlan                                        | 42° 43′ 42″ N, 0° 47′ 15″ E / 42.728227°N,0.787423°E    | IPA-37281     | Carregueu una nova foto d'aquest monument |
| Çò des de Masia                                                                                |             | Obra popular XIX                          | Vielha e Mijaran C. Major, Betlan                                                 |                                                         | IPA-37283     | Carregueu una nova foto d'aquest monument |
| Çò des de Sancho                                                                               |             | Obra popular XIX                          | Vielha e Mijaran C. Sant Sernilh, Betren                                          |                                                         | IPA-37284     | Carregueu una nova foto d'aquest monument |
| Çò de Peiròt                                                                                   |             | Obra popular XVI, XVII                    | Vielha e Mijaran C. Major, Betren                                                 |                                                         | IPA-37295     | Carregueu una nova foto d'aquest monument |
| Çò des de Marianna                                                                             |             | Obra popular XVII                         | Vielha e Mijaran C. Major, 2, Betren                                              |                                                         | IPA-37296     | Carregueu una nova foto d'aquest monument |
| Çò de Portola                                                                                  |             | Obra popular XVI, XVII                    | Vielha e Mijaran C. Major, Betren                                                 |                                                         | IPA-37299     | Carregueu una nova foto d'aquest monument |
| Era Mòla de Betren, o Mòla des de Sancho                                                       | BCIL 2010   | Obra popular XIX                          | Vielha e Mijaran Riu Garona, Betren                                               | 42° 41′ 53″ N, 0° 48′ 32″ E / 42.6980°N,0.8089°E        | IPA-37310     | Era Mòla de Betren (Vielha e Mijaran) · Vegeu més fotos d'aquest monument · Carregueu una nova foto d'aquest monument                                            |
| Çò des de Predo                                                                                |             | Obra popular XIX                          | Vielha e Mijaran C. Major, 3, Casarilh                                            | 42° 41′ 58″ N, 0° 49′ 52″ E / 42.699455°N,0.831116°E    | IPA-37320     | Çò des de Predo (Vielha e Mijaran) · Vegeu més fotos d'aquest monument · Carregueu una nova foto d'aquest monument                                               |
| Çò des deth Teishinehèr                                                                        |             | Obra popular XVIII, XIX                   | Vielha e Mijaran C. Major, 10 i 12, Casarilh                                      | 42° 41′ 58″ N, 0° 49′ 54″ E / 42.699356°N,0.831785°E    | IPA-37332     | Çò des deth Teishinehèr (Vielha e Mijaran) · Vegeu més fotos d'aquest monument · Carregueu una nova foto d'aquest monument                                       |
| Çò de Ramonet                                                                                  |             | Obra popular XVII                         | Vielha e Mijaran C. St. Tomàs, 5, Casarilh                                        | 42° 41′ 59″ N, 0° 49′ 49″ E / 42.699630°N,0.830378°E    | IPA-37339     | Carregueu una nova foto d'aquest monument |
| Çò des de Gauachet                                                                             |             | Obra popular XIX                          | Vielha e Mijaran C. Major, 5, Casau                                               | 42° 42′ 22″ N, 0° 47′ 08″ E / 42.7060°N,0.7856°E        | IPA-37343     | Carregueu una nova foto d'aquest monument |
| Çò des de Jonina                                                                               |             | Obra popular XVII                         | Vielha e Mijaran C. Major, Casau                                                  |                                                         | IPA-37352     | Carregueu una nova foto d'aquest monument |
| Çò des de Menjuc                                                                               |             | Obra popular XIX                          | Vielha e Mijaran C. Sauc, 5, Casau                                                | 42° 42′ 21″ N, 0° 47′ 07″ E / 42.705867°N,0.785391°E    | IPA-37356     | Carregueu una nova foto d'aquest monument |
| Çò des de Leira                                                                                |             | Obra popular XIX                          | Vielha e Mijaran C. Cap deth Carrèr, Casau                                        | 42° 42′ 22″ N, 0° 47′ 07″ E / 42.706099°N,0.785325°E    | IPA-37363     | Carregueu una nova foto d'aquest monument |
| Çò des de Malida                                                                               |             | Obra popular XIX                          | Vielha e Mijaran Pl. dera Mula, 17, Casau                                         | 42° 42′ 20″ N, 0° 47′ 07″ E / 42.705488°N,0.785301°E    | IPA-37371     | Carregueu una nova foto d'aquest monument |
| Çò des de Abadia                                                                               |             | Obra popular XIX                          | Vielha e Mijaran Pl. dera Mula, 19, Casau                                         |                                                         | IPA-37373     | Carregueu una nova foto d'aquest monument |
| Çò des de Sant Pèr                                                                             |             | Obra popular XIX                          | Vielha e Mijaran C. Sant Pèr, 3, Casau                                            | 42° 42′ 17″ N, 0° 47′ 10″ E / 42.704743°N,0.786113°E    | IPA-37376     | Carregueu una nova foto d'aquest monument |
| Çò des de Monda                                                                                |             | Obra popular, renaixement XV, XVI         | Vielha e Mijaran C. St. Sebastian, 23, Escunhau (enderrocada)                     | 42° 41′ 51″ N, 0° 49′ 32″ E / 42.697635°N,0.825437°E    | IPA-37379     | Carregueu una nova foto d'aquest monument |
| Çò dera Rectoria de la plaça Major                                                             |             | Obra popular XIX                          | Vielha e Mijaran Pl. Major                                                        | 42° 42′ 29″ N, 0° 47′ 25″ E / 42.708077°N,0.790216°E    | IPA-37382     | Carregueu una nova foto d'aquest monument |
| Pònt d'Escunhau                                                                                |             | Obra popular XIX                          | Vielha e Mijaran Sobre la Garona                                                  | 42° 41′ 57″ N, 0° 49′ 29″ E / 42.699215°N,0.82483°E     | IPA-37397     | Carregueu una nova foto d'aquest monument |
| Çò des d'Oelhèr                                                                                |             | Obra popular XIX                          | Vielha e Mijaran C. Major, 20, Gausac                                             | 42° 42′ 27″ N, 0° 47′ 30″ E / 42.70754°N,0.79153°E      | IPA-37420     | Carregueu una nova foto d'aquest monument |
| Çò de Belmonte                                                                                 |             | Obra popular XIX                          | Vielha e Mijaran C. Major, 19, Gausac                                             | 42° 42′ 27″ N, 0° 47′ 30″ E / 42.70760°N,0.79154°E      | IPA-37426     | Carregueu una nova foto d'aquest monument |
| Çò des de Ponin                                                                                |             | Obra popular XIX                          | Vielha e Mijaran C. Sant Estèue, 2, Montcorbau                                    | 42° 43′ 53″ N, 0° 47′ 25″ E / 42.731363°N,0.790157°E    | IPA-37430     | Çò des de Ponin (Vielha e Mijaran) · Vegeu més fotos d'aquest monument · Carregueu una nova foto d'aquest monument                                               |
| Casa dera Vila, o era Crasta                                                                   |             | Obra popular XIX                          | Vielha e Mijaran Pl. Major, Viella                                                | 42° 42′ 06″ N, 0° 47′ 44″ E / 42.701739°N,0.795540°E    | IPA-37441     | Casa dera Vila (Vielha e Mijaran) · Vegeu més fotos d'aquest monument · Carregueu una nova foto d'aquest monument                                                |
| Çò des de Simonet, Farrèr de Baish                                                             |             | Obra popular XVII                         | Vielha e Mijaran C. Major, 13-15, 20, Vielha                                      | 42° 42′ 04″ N, 0° 47′ 40″ E / 42.70113°N,0.79444°E      | IPA-37444     | Carregueu una nova foto d'aquest monument |
| Pont dera Garona                                                                               |             | Obra popular XIX                          | Vielha e Mijaran Camín Reiau, Viella                                              | 42° 42′ 16″ N, 0° 47′ 50″ E / 42.704432°N,0.797276°E    | IPA-37457     | Pont dera Garona (Vielha e Mijaran) · Vegeu més fotos d'aquest monument · Carregueu una nova foto d'aquest monument                                              |
| Çò des de Farrer                                                                               |             | Obra popular XVII                         | Vielha e Mijaran C. Còsta, 3, Vilac                                               | 42° 43′ 17″ N, 0° 47′ 53″ E / 42.721365°N,0.798193°E    | IPA-37467     | Carregueu una nova foto d'aquest monument |
| Çò des de Minjon                                                                               |             | Obra popular XVII                         | Vielha e Mijaran C. Ilia, Vilac                                                   |                                                         | IPA-37478     | Carregueu una nova foto d'aquest monument |
| Çò des de Barro                                                                                |             | Obra popular XIX                          | Vielha e Mijaran Pl. Major, Vila                                                  | 42° 44′ 11″ N, 0° 46′ 36″ E / 42.736376°N,0.776705°E    | IPA-37481     | Carregueu una nova foto d'aquest monument |
| Çò des de Lacao                                                                                |             | Obra popular XVII                         | Vielha e Mijaran C. Penicha, Vila                                                 |                                                         | IPA-37484     | Carregueu una nova foto d'aquest monument |
| Çò des de Berar                                                                                |             | Obra popular XIX                          | Vielha e Mijaran C. Carmen, Vila                                                  |                                                         | IPA-37491     | Carregueu una nova foto d'aquest monument |
| Çò des de Joanon                                                                               |             | Obra popular XIX                          | Vielha e Mijaran C. Major, 8, Vila                                                | 42° 44′ 11″ N, 0° 46′ 34″ E / 42.736419°N,0.776091°E    | IPA-37494     | Carregueu una nova foto d'aquest monument |
| Çò des de Jampière                                                                             |             | Obra popular XIX                          | Vielha e Mijaran C. Penicha, Vila                                                 |                                                         | IPA-37497     | Carregueu una nova foto d'aquest monument |
| Çò des de Bagergata                                                                            |             | Obra popular XIX                          | Vielha e Mijaran C. St. Miquèu, 13, Vila                                          | 42° 44′ 08″ N, 0° 46′ 36″ E / 42.735626°N,0.776692°E    | IPA-37498     | Carregueu una nova foto d'aquest monument |
| Çò d'Arnaudet                                                                                  |             | Noucentisme XX                            | Vielha e Mijaran C. St. Nicolau, 4, Viella                                        | 42° 42′ 07″ N, 0° 47′ 41″ E / 42.701898°N,0.794774°E    | IPA-37499     | Çò d'Arnaudet (Vielha e Mijaran) · Vegeu més fotos d'aquest monument · Carregueu una nova foto d'aquest monument                                                 |
| Çò des d'Esteve                                                                                |             | Obra popular XIX                          | Vielha e Mijaran Pl. Aplegader, 3, Viella                                         | 42° 42′ 02″ N, 0° 47′ 37″ E / 42.700517°N,0.793695°E    | IPA-37500     | Çò des d'Esteve (Vielha e Mijaran) · Vegeu més fotos d'aquest monument · Carregueu una nova foto d'aquest monument                                               |
| Era de Vielha, o Çò de Canò, Çò de Chitò                                                       |             | Obra popular XIX                          | Vielha e Mijaran C. Sarriulèra, 26, Viella                                        | 42° 42′ 02″ N, 0° 47′ 40″ E / 42.700619°N,0.794547°E    | IPA-37501     | Era de Vielha (Vielha e Mijaran) · Vegeu més fotos d'aquest monument · Carregueu una nova foto d'aquest monument                                                 |
| Çò de Magràs, o Coto de Magràs                                                                 |             | Obra popular XVIII                        | Vielha e Mijaran C. St. Miquèu, 4, Vilac                                          | 42° 43′ 18″ N, 0° 47′ 58″ E / 42.721597°N,0.799382°E    | IPA-37505     | Carregueu una nova foto d'aquest monument |
| Era Hònt dera Plaça                                                                            |             | Obra popular XIX                          | Vielha e Mijaran Pl. dera Carrèra, Vilac                                          | 42° 43′ 17″ N, 0° 47′ 58″ E / 42.72142°N,0.79938°E      | IPA-37508     | Carregueu una nova foto d'aquest monument |
| Era Mòla de Naut, o era Mòla Vielha                                                            | BCIL 2010   | Obra popular XVIII, XIX                   | Vielha e Mijaran Vilac                                                            |                                                         | IPA-37510     | Carregueu una nova foto d'aquest monument |
| Era Mòla Naua, era Mola de Baish                                                               |             | Obra popular XIX                          | Vielha e Mijaran Vilac                                                            | 42° 43′ 09″ N, 0° 48′ 11″ E / 42.719237°N,0.802933°E    | IPA-37511     | Carregueu una nova foto d'aquest monument |
| Era Hònt dera plaça dera Glèisa                                                                |             | Obra popular XIX                          | Vielha e Mijaran Pl. dera Glèisa, Vilac                                           | 42° 43′ 18″ N, 0° 47′ 51″ E / 42.721784°N,0.797603°E    | IPA-37512     | Vegeu més fotos d'aquest monument · Carregueu una nova foto d'aquest monument                                                                                    |
| Çò des de Paula                                                                                |             | Obra popular XVIII, XX                    | Vielha e Mijaran C. des Maries, 4, Vilac                                          | 42° 43′ 19″ N, 0° 47′ 57″ E / 42.722058°N,0.79907°E     | IPA-37513     | Carregueu una nova foto d'aquest monument |
| Çò des de Jaima                                                                                |             | Obra popular XVIII                        | Vielha e Mijaran C. Centre, 11, Vilac                                             | 42° 43′ 19″ N, 0° 47′ 57″ E / 42.721973°N,0.799103°E    | IPA-37514     | Carregueu una nova foto d'aquest monument |
| Çò des de Juliana                                                                              |             | Obra popular XVIII                        | Vielha e Mijaran C. Centre, 11, Vilac                                             | 42° 43′ 19″ N, 0° 47′ 57″ E / 42.7219°N,0.7992°E        | IPA-37515     | Carregueu una nova foto d'aquest monument |
| Çò des de Pedrò                                                                                |             | Obra popular XX                           | Vielha e Mijaran C. St. Miquèu, 6, Vilac                                          | 42° 43′ 18″ N, 0° 47′ 58″ E / 42.721554°N,0.799376°E    | IPA-37518     | Carregueu una nova foto d'aquest monument |
| Çò des de Baile, o Pedebaile                                                                   |             | Obra popular XVII, XVIII                  | Vielha e Mijaran Pl. dera Carrèra, Vilac                                          |                                                         | IPA-37520     | Carregueu una nova foto d'aquest monument |
| Çò des de Sabater                                                                              |             | Obra popular XIX                          | Vielha e Mijaran C. des de Rodès, 4, Viella                                       | 42° 42′ 03″ N, 0° 47′ 38″ E / 42.70075°N,0.79394°E      | IPA-38977     | Carregueu una nova foto d'aquest monument |
| Safareig i abeurador d'Arròs, Lauder i Comanda d'Arròs                                         | BCIL 2010   | Obra popular XIX                          | Vielha e Mijaran C. Major, Arròs                                                  | 42° 44′ 18″ N, 0° 45′ 40″ E / 42.738239°N,0.761132°E    | IPA-39953     | Safareig i Abeurador d'Arròs (Vielha e Mijaran) · Vegeu més fotos d'aquest monument · Carregueu una nova foto d'aquest monument                                  |
| Safareig i abeurador d'Aubèrt, Lauder i Comanda d'Aubèrt                                       | BCIL 2010   | Obra popular XIX                          | Vielha e Mijaran C. Major, 38, Aubèrt                                             | 42° 43′ 53″ N, 0° 46′ 40″ E / 42.731369°N,0.777881°E    | IPA-39954     | Safareig i Abeurador d'Aubèrt (Vielha e Mijaran) · Vegeu més fotos d'aquest monument · Carregueu una nova foto d'aquest monument                                 |
| Capella de Sant Antoni                                                                         |             | Neoclassicisme XVIII                      | Vielha e Mijaran C. Major, 13, Casarilh                                           | 42° 41′ 58″ N, 0° 49′ 53″ E / 42.69938°N,0.83139°E      | IPA-40252     | Carregueu una nova foto d'aquest monument |
| Edifici de la Caixa de Pensions per a la Vellesa i d'Estalvis                                  |             | Noucentisme XX                            | Vielha e Mijaran Av. deth Pas d'Arrò, 7 - c. Espitau, Viella                      | 42° 42′ 05″ N, 0° 47′ 47″ E / 42.70143°N,0.79650°E      | IPA-50680     | Edifici de la Caixa de Pensions per a la Vellesa i d'Estalvis (Vielha e Mijaran) · Vegeu més fotos d'aquest monument · Carregueu una nova foto d'aquest monument |